# Turó de Morou
El Turó de Morou és una muntanya de 1.311 metres que es troba entre els municipis de Riells i Viabrea a la Selva i de Fogars de Montclús i Gualba al Vallès Oriental.

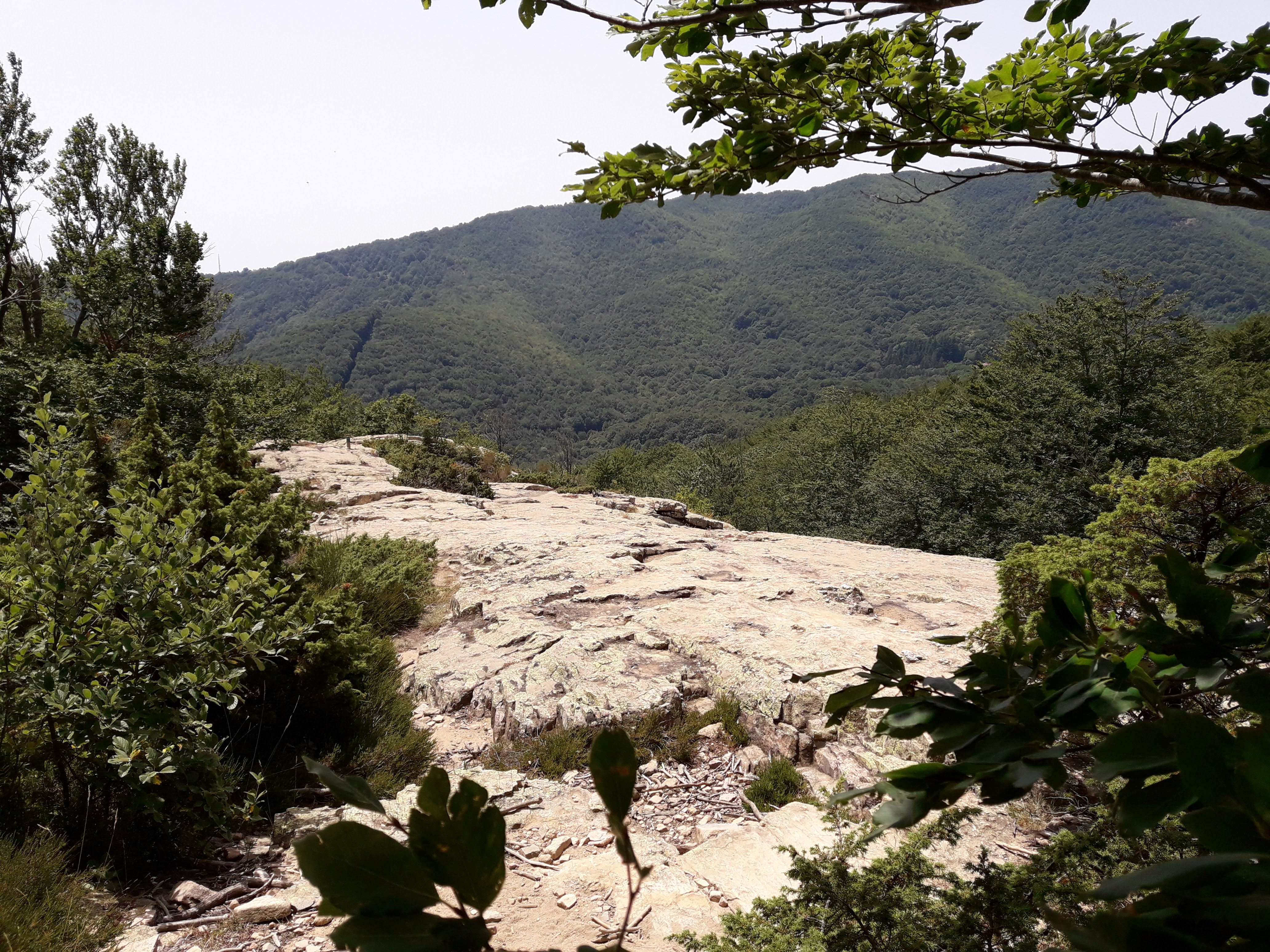
L'empedrat de Morou

Al vessant sud del turó, l'Empedrat de Morou és una zona rocallosa, sense vegetació i abocada cap al costat sud-est per la topografia de la carena, des d'on es pot veure una bona vista sobre la vall de Santa Fe, incloent el mateix turó de Morou i els molts més espectaculars Turó de l'Home i les Agudes al vessant oposat. La roca de l'Empedrat és granítica, com ho és la dels molts afloraments que es van trobant sota la fageda de la resta del turó.